# Psychotria ciliolata
Psychotria ciliolata är en måreväxtart som beskrevs av Diederich Franz Leonhard von Schlechtendal. Psychotria ciliolata ingår i släktet Psychotria och familjen måreväxter. Inga underarter finns listade i Catalogue of Life.